# Amaro Pargo
Amaro Rodríguez Felipe y Tejera Machado (født 3 maj 1678 i San Cristóbal de La Laguna, Tenerife, død 4 oktober 1747 samme sted) var en spansk kaper og købmand. Han var mere kendt som Amaro Pargo.

## Biografi
Hans ungdom var påvirket af tilstedeværelsen og vækst af piratvirksomhed på De Kanariske Øer. Han tilpassede sine fartøjer til at transportere slaver, der ofte transporteres under umenneskelige forhold (dette var sædvane på det tidspunkt). Slaver blev brugt til plantager i raffinaderiet Caribien eller sukker på De Kanariske Øer.
På grund af disse aktiviteter tjente Amaro Pargo en formue, men som følge af hans venskab med nonne María de León Bello y Delgado, begyndte han at yde velgørenhed med en særlig interesse i at bekæmpe fattigdom. I 1725 blev han en adelsmand. Han døde 4. oktober 1747 i La Laguna, hans hjemby. Han blev begravet i klostret Santo Domingo de Guzmán.
Amaro Pargo var en figur, der havde et ry og popularitet som Sortskæg og Francis Drake. På grund af sin konstante kamp for den spanske krones interesser mod fjendtlige styrker var Amaro Pargo en national helt. Amaro Pargo kæmpede mod nogle af de mest berygtede pirater i sine samtidige, herunder Sortskæg.